# Henryk Marek
Henryk Marek (ur. 8 stycznia 1939 w Szczyrku) – polski narciarz, trener, olimpijczyk z Innsbrucku 1964.
Zawodnik bielskich klubów: Włókniarza (w latach 1955–1968) i Włókniarza-BBTS / BBTS Włókniarz (w latach 1968–1973).
Medalista mistrzostw Polski:
- złoty
  - w biegu na 50 km w latach 1964–1965
- srebrny
  - w biegu na 30 km w roku 1963
  - w biegu na 50 km w roku 1966
  - w sztafecie 4 × 10 km w roku 1967.

Zwycięzca memoriału B.Czecha i H.Marusarzówny w biegu na 30 km w roku 1963.
Na igrzyskach olimpijskich w 1964 roku wystartował w biegu na 30 km w którym został zdyskwalifikowany (niezgodne z regulaminem znakowanie nart) oraz w biegu na 50 km którego nie ukończył.
Po zakończeniu kariery sportowej trener w klubie BBTS Bielsko-Biała, w latach 1977–1985 trener kadry narodowej biegaczy narciarskich.
Jego starszym bratem był narciarz Władysław Marek.